# Síndrome de Prader Willi
La síndrome de Prader–Willi (SPW) és una malaltia genètica rara en la qual set gens (o algun subconjunt d'ells) del cromosoma 15 (q 11–13) no s'expressen o no existeixen (deleció parcial del cromosoma 15q) al cromosoma patern. Va ser descrit en 1956 per Andrea Prader (1919–2001), Heinrich Willi (1900–1971), Alexis Labhart (1916), Andrew Ziegler i Guido Fanconi de Suïssa. Les característiques de la SPW són "hipotonia, talla baixa, desenvolupament sexual incomplet, alteracions cognitives, problemes de comportament i sensació crònica de fam que condueix a menjar en excés i obesitat." La incidència de PWS es troba entre 1 de cada 25.000 i 1 de cada 10.000 nascuts vius.
L'origen matern del material genètic que es veu afectat en aquesta síndrome és important a causa que la regió particular del cromosoma 15 en qüestió és objecte d'impressió genètica de l'origen, el que significa que per a un nombre de gens en aquesta regió s'expressa només una còpia del gen mentre l'altra és silenciada a través de la impressió. Per als gens afectats al SPW, que és la còpia materna que en general s'imprimeix (i per tant és silenciat), mentre que la còpia paterna mutada no és funcional. Això vol dir que, si bé la majoria de les persones tenen una sola còpia funcionant d'aquests gens, les persones amb SPW tenen una còpia defectuosa i una còpia silenciada. Si el material genètic procedent de la mare de la mateixa regió es veu afectada en el seu lloc, té lloc la síndrome d'Angelman.
Amb els recents beneficis del diagnòstic precoç i les intervencions en curs, la taxa d'obesitat entre els nens amb síndrome de Prader-Willi ha disminuït fins a ser similar a la població típica. Amb la teràpia de comportament i altres tractaments, els efectes de la síndrome poden reduir-se.

## Signes i símptomes
Hi ha molts signes i símptomes de la síndrome de Prader-Willi. La varietat dels símptomes pot variar des d'un to muscular disminuït a la infantesa als problemes de conducta en la joventut. Alguns dels símptomes que es troben generalment als nens, a més d'un to muscular pobre, seria la falta de coordinació dels ulls, alguns neixen amb els ulls en forma d'ametlla, i degut al baix to muscular del nen pot no tenir un fort reflex de succió. El seu plor és feble, i també presenta dificultat per despertar-se.
Holm et al. (1993) descriuen les següents característiques i signes com a indicadors pretest del SPW, encara que no tots estan presents.

### Úter i part
- Disminució del moviment fetal
- Posició fetal anormal de forma freqüent
- Polihidramnios ocasional (excessiu líquid amniòtic)
- Naixement de natges o per cesària
- Letargia
- Hipotonia
- Dificultats d'alimentació (degudes al pobre to muscular que afecta el reflex de succió)
- Dificultats per establir la respiració
- Hipogonadisme

### Infantesa
- Retard en el desenvolupament (secundari respecte a les dificultats per a alimentar-se)
- Retard intel·lectual
- Hipersòmnia
- Estrabisme
- Escoliosi (molts cops no es detecta al naixement)
- Criptorquídia
- Retard en la parla
- Coordinació física enlentida
- Hiperfàgia a partir dels 2-8 anys. Al naixement presentava dificultats per alimentar-se
- Augment de pes excessiu
- Alteracions del ritme vigília-son
- Pubertat retardada
- Talla baixa
- Flexibilitat extrema

### Adultesa
- Infertilitat (masculina i femenina)
- Hipogonadisme
- Pèl moixí púbic
- Obesitat
- Hipotonia (to muscular dèbil)
- Alteraciones de l'aprenentatge / funcionament intel·lectual límit (a vegades intel·ligència mitjana).
- Propensió a la diabetis mellitus
- Flexibilitat extrema

### Aparença física
- Tabic nasal prominent
- Mans i peus petits amb disminució gradual dels dits
- Pell dèbil, que es fa malbé fàcilment
- Excés de greix, especialment a nivell central
- Front estret i alt
- Llavi superior prim
- Boca volta cap avall
- Ulls en forma d'ametlla
- Pell i pèl clars en comparació amb altres membres de la família
- Manca de desenvolupament sexual complet
- Seny frunzit contínuament
- Estries
- Retard en el desenvolupament motor

### Neuro-cognitiu
Les persones amb SPW tenen risc de problemes d'aprenentatge i atenció. Curfs i Fryns (1992) van portar a terme la investigació dels diversos graus de discapacitat d'aprenentatge en aquesta síndrome. Els seus resultats, utilitzant una mesura del coeficient intel·lectual, són els següents:
- 5%: CI superior a 85 (intel·ligència mitjana o mitjana-baixa)
- 27%: CI 70-85 (funcionament intel·lectual limítrof)
- 39%: CI 50-70 (lleu discapacitat intel·lectual)
- 27%: CI 35 - 50 (moderada discapacitat intel·lectual)
- 1%: CI 20 - 35 (discapacitat intel·lectual greu)
- <1%: CI <20 (discapacitat intel·lectual profunda)

Cassidy va trobar que el 40% de les persones amb SPW tenen una intel·ligència mitjana límit / baixa, una xifra superior al 32% trobat per l'estudi de Curfs i Fryns. No obstant això, tots dos estudis suggereixen que la majoria de persones (50 a 65%) es troben dins del rang mitjà d'intel·ligència lleu / borderline / baixa.
Els nens amb SPW mostren un perfil cognitiu inusual. Sovint tenen augmentada l'organització i la percepció visual, incloent-hi la lectura i el vocabulari, però el seu llenguatge oral (de vegades afectat per hipernasalitat) és generalment més pobre que la seva comprensió. S'ha observat una habilitat marcada en la realització de trencaclosques, però això pot ser efecte d'augment de la pràctica.
El processament de la informació auditiva i el processament seqüencial són relativament pobres, com són l'aritmètica i habilitats d'escriptura, memòria visual i auditiva a curt termini i la capacitat d'atenció auditiva. Aquests a vegades milloren amb l'edat, però el dèficit en aquestes àrees romanen durant l'edat adulta.